# Antennoleon carsonensis
Antennoleon carsonensis is een insect uit de familie van de mierenleeuwen (Myrmeleontidae), die tot de orde netvleugeligen (Neuroptera) behoort. 
Antennoleon carsonensis is voor het eerst wetenschappelijk beschreven door New in 1985.